# 三橋健 (画家)
三橋 健（みはし たけし、1912年 - 1977年4月30日）は、日本の画家。岡山県倉敷市出身。「民俗行事」をテーマにした作品が多い。

## 人物
医者であった父・三橋玉見は詩歌や書画、陶芸をたしなむ文化人で、大原孫三郎に招かれる形で倉敷市に診療所を開業した。健はその次男として1912年に岡山県倉敷市新川町に生まれる。父親の影響もあり、幼い頃から画家を志した健は東京美術学校へ進学した。藤島武二に師事し、在学中に発表した作品『錨づくり』などで独立美術協会展にて入選をしている。
1939年、福沢一郎、小牧源太郎、寺田政明らを中心としたシュルレアリスムを志向するグループが新たに美術文化協会を旗揚げし、健も同協会のメンバーとして参加したが、父の病没に伴い帰省を余儀なくされ、翌年2月、第一回公募展の直前に脱会した。この当時前衛美術は戦争と国粋主義の観点から弾圧されていた時代で、健の脱会は「国家権力に屈した脱落者」とされている意見もある。
岡山県へ帰省後は大原農業研究所植物病理学教室に助手として勤務する傍ら画家として活動し、大原美術館の美術収集においても尽力し、倉敷市に残る白壁の民家を数多く書き残した。また、茶屋町中学校、倉敷天城高校、児島高校、倉敷青陵高校、私立金光中学校などの美術教師も歴任した。
児島虎次郎のアトリエにおいて、屋根を修復中に誤って転落し、それが原因で1977年、64歳で没した。

## 主な作品
- 『倉敷の路地』（1932年,岡山県立美術館）
- 『サーカス』（1957年,大原美術館）
- 『ナワ蛇と巫女と磐境』（1967年,岡山県立美術館）
- 『自画像』（1971年,岡山県立美術館）
- 『大原家の北通り』（1972年,岡山県議会）